# Lunto Timur
Lunto Timur is een bestuurslaag in het regentschap Sawah Lunto van de provincie West-Sumatra, Indonesië. Lunto Timur telt 1142 inwoners (volkstelling 2010).